# (3946) Шор
(3946) Шор (лат. Shor) — типичный астероид главного пояса, открыт 5 марта 1983 года советским астрономом Людмилой Карачкиной в Крымской астрофизической обсерватории и 15 сентября 1989 года назван в честь советского астронома Виктора Шора.

## Обнаружение и именование
(3946) Шор
Открыт 5 марта 1983 года в Научном Л. Г. Карачкиной.
Назван в честь сотрудника Института теоретической астрономии в Ленинграде Виктора Абрамовича Шора по случаю его шестидесятилетия 29 сентября 1989 года. Наиболее известен своей обширной работой в связи с редактированием и составлением ежегодного тома "Эфемериды малых планет" (смотрите цитату для малой планеты (5001)). Также провёл значительные исследования по теории движения спутников Марса.
Оригинальный текст (англ.)3946 Shor
Discovered 1983-03-05 by Karachkina, L. G. at Nauchnyj.
Named in honor of Viktor Abramovich Shor, member of the staff of the Institute for Theoretical Astronomy in Leningrad, on the occasion of his sixtieth birthday, 1989 Sept. 29. Best known for his extensive work in connection with editing and compiling the annual volume of "Ephemerides of Minor Planets" {see planet (5001)}, he has also carried out significant research on a theory of the motion of the satellites of Mars.
Источники: DISCOVERY.DB; M.P.C. 15090.

## Орбита

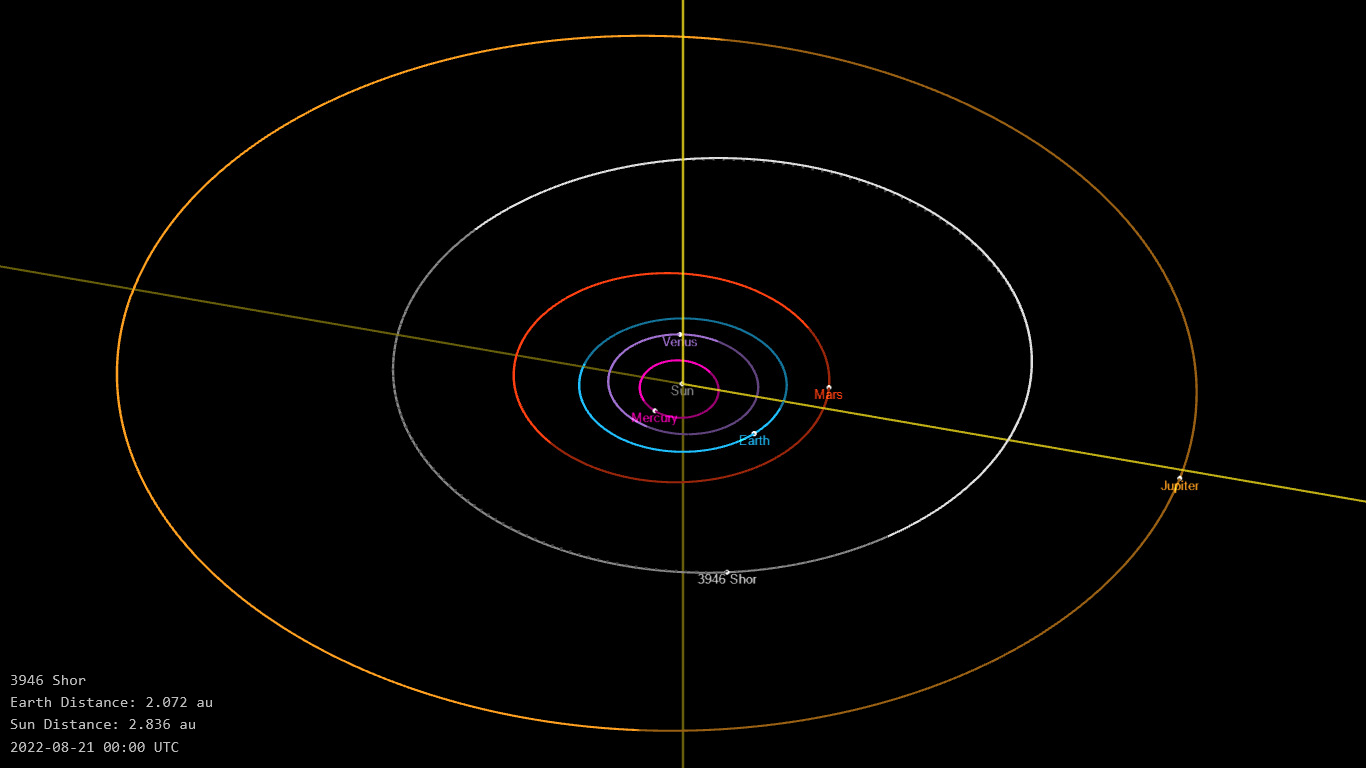
Орбита астероида Шор и его положение в Солнечной системе

## Физические характеристики
Из наблюдений системы ATLAS следует, что астероид относится к таксономическому классу C.
По результатам наблюдений в видимом и ближнем инфракрасном диапазоне космического телескопа NEOWISE диаметр астероида оценивался равным 17,094±0,140 км. Согласно тем же источникам альбедо оценивается как 0,0875±0,0046 и 0,087±0,005.